# Dieulefit
Dieulefit [djøl(ə)fi] ist eine französische Stadt im Süden des Départements Drôme in der Region Auvergne-Rhône-Alpes. Die Gemeinde mit 3204 Einwohnern (Stand 1. Januar 2022) gehört zum Kanton Dieulefit und zum Arrondissement Nyons.

## Geografie
Dieulefit liegt auf etwa 323 m Höhe im Tal des Flusses Jabron, der über den Roubion bei Montélimar in die Rhône entwässert. Aufgrund seines milden Klimas hat sich Dieulefit zu einem Luftkurort für die Behandlung von Atemwegs- und Herz-Kreislauf-Erkrankungen entwickelt.
Die Nachbargemeinden sind Félines-sur-Rimandoule im Norden, Comps und Montjoux im Osten, Roche-Saint-Secret-Béconne im Süden sowie Le Poët-Laval im Westen.

## Geschichte
Es gibt Hinweise, dass ursprünglich der keltische Stamm Voconces in diesem Gebiet sesshaft war. Später hinterließen hier die Römer ihre Spuren. Erste schriftliche Aufzeichnungen über die Existenz des Ortes stammen aus dem Mittelalter. Es gab in dieser Gegend schon früh eine protestantische Minderheit. Während der Religionskriege im 16. und 17. Jahrhundert konnten sich in Dieulefit viele Hugenotten vor Verfolgungen retten.
Im Jahr 1938 fand eine Zusammenkunft der Mathematikergruppe Nicolas Bourbaki in Dieulefit statt, an der auch die Philosophin Simone Weil teilnahm.
Während des Vichy-Regimes und der deutschen Besetzung im Zweiten Weltkrieg fanden mehr als 1500 Flüchtlinge in Dieulefit einen sicheren Zufluchtsort. Unter ihnen waren jüdische Kinder und Erwachsene, Aktivisten der Résistance, Künstler und Schriftsteller wie René Char, Pierre Jean Jouve, Louis Aragon, Elsa Triolet und der deutsche Maler Wols. Keiner dieser Flüchtlinge wurde von den Einheimischen verraten, keiner wurde nach Deutschland deportiert. Die Gedenkstätte Yad Vashem hat neun der damaligen Helfer, darunter die Rathaussekretärin Jeanne Barnier, die tausend Ausweise gefälscht hat, als Gerechte unter den Völkern geehrt.
Der Verein PMH (Patrimoine Memoire et Histoire du Pays de Dieulefit) bemüht sich um die Anerkennung Dieulefits als „Ort der Gerechten“.

### Bevölkerungsentwicklung
| Jahr                       | 1962 | 1968 | 1975 | 1982 | 1990 | 1999 | 2009 | 2019 |
| Einwohner                  | 2450 | 2534 | 2632 | 2666 | 2924 | 3096 | 3028 | 3239 |
| Quellen: Cassini und INSEE |      |      |      |      |      |      |      |      |

## Sehenswürdigkeiten
Oberhalb des Uhrturmes liegt die Altstadt (viale) mit ihren alten Gassen, vielen Renaissancehäusern, der romanischen Kirche St. Pierre und Resten der Stadtbefestigung. Im Stadtzentrum, der Rue du Bourg, gibt es zahlreiche Geschäfte, Boutiquen, Galerien und Restaurants. Wöchentlich findet der provenzalische Markt mit Produkten der Region regen Zuspruch: Ziegenkäse (Picodon), Oliven und Olivenöl, Nougat, Obst und Gemüse aus biologischem Anbau, Honig, Wein, Marmeladen, Liköre, Blumen, Lavendel und Textilien.
Dieulefit dient als Ausgangspunkt für Wanderungen, Rad- und Klettertouren. Sanfte Hügel, Lavendelfelder und Olivenbäume prägen eine Landschaft, die auch Heimat der Côtes-du-Rhône-Weine ist. Touristen finden Unterkunft in den Hotels, Ferienwohnungen, chambres d’hôte und auf Campingplätzen. Sehenswerte Ausflugsziele wie Montélimar, Orange, Avignon, Vaison-la-Romaine, der Mont Ventoux und die Ardèche sind in weniger als einer Stunde zu erreichen.

## Städtepartnerschaft
Seit 1974 gibt es eine Gemeindepartnerschaft zwischen Dieulefit und Lich (Hessen). Anlässlich des 50. Jahrestages der Unterzeichnung der Élysée-Verträge wurde in Lich eine Ausstellung über die Zivilcourage in der französischen Partnerstadt im Zweiten Weltkrieg gezeigt.

## Persönlichkeiten
- Daniel Soubeyran (1875–1959), Ruderer
- Jacques Roman (* 1948), Schauspieler, Theaterregisseur und Schriftsteller

## Radiobeiträge
- Hans Woller: Dieulefit – Refugium in Zeiten der Barbarei, Spurensuche in einer süd-französischen Kleinstadt. https://archive.org/details/dieulefit-refugium-in-zeiten-der-barbarei-hans-woller-2013 (Link geprüft am 18. März 2025)
- Thomas Pfaff: Das „Wunder von Dieulefit“ beginnt in der Reihe Zeitzeichen des WDR gesendet am 10. Juli 2015; audio, 14:43 min (Link geprüft am 10. Juli 2018)